# (19149) Boccaccio
(19149) Boccaccio ist ein Asteroid des Hauptgürtels, der am 2. März 1990 vom belgischen Astronomen Eric Walter Elst am La-Silla-Observatorium der Europäischen Südsternwarte (IAU-Code 809) in Chile entdeckt wurde.
Der Asteroid wurde am 13. Juli 2004 nach dem italienischen Humanisten, Schriftsteller und Dichter Giovanni Boccaccio (1313–1375) benannt, dessen zwischen 1349 und 1351 entstandener Schriftband Il Decamerone zum Vorbild der weiteren abendländischen Novellensammlung geworden ist.